# Mellersta Finlands tingsrätt

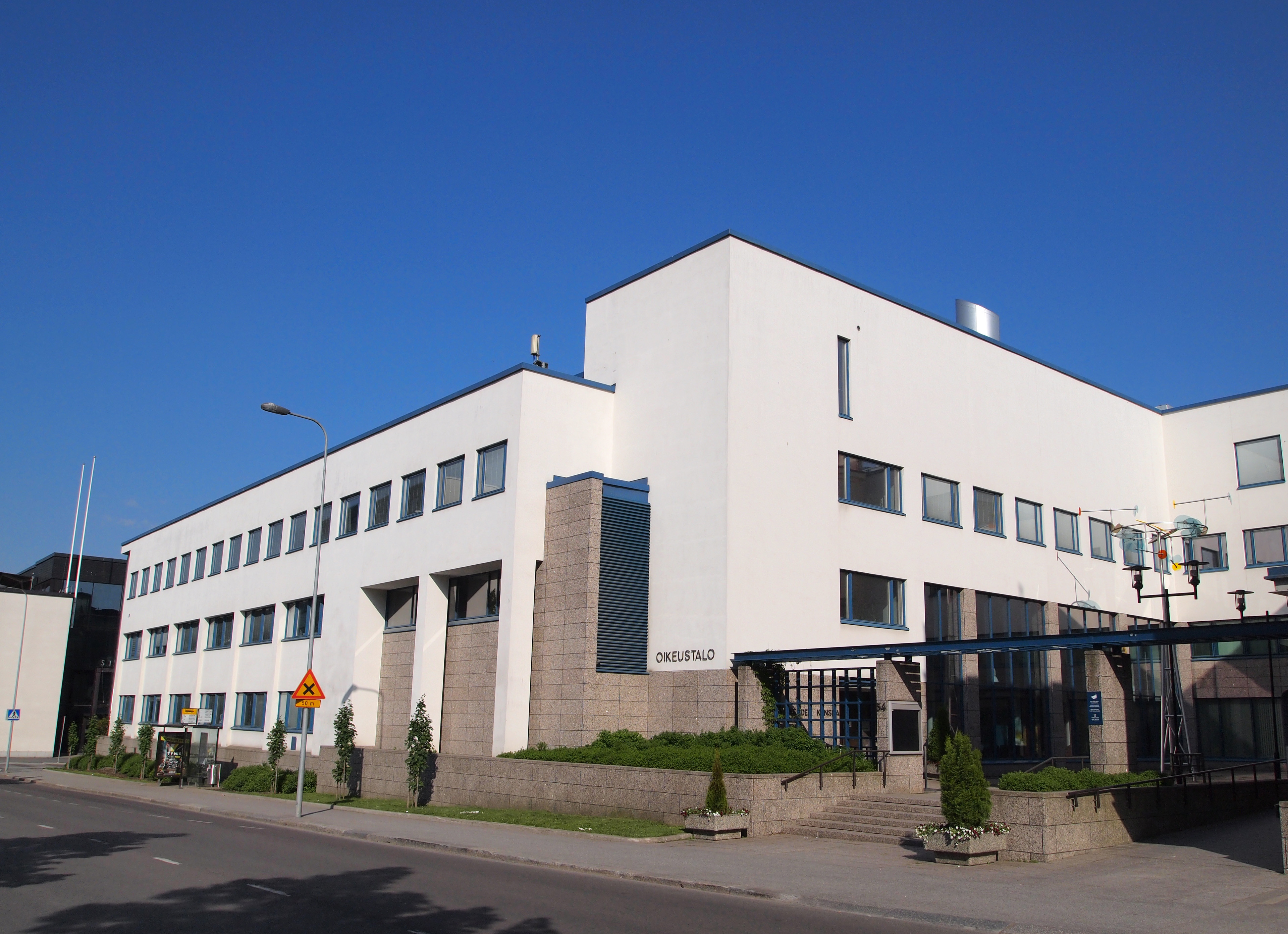
Justitiehuset i Jyväskylä.

Mellersta Finlands tingsrätt (finska: Keski-Suomen käräjäoikeus) är en finländsk tingsrätt i landskapet Mellersta Finland. Tingsrättens kansli finns i Jyväskylä. Mellersta Finlands tingsrätt bildades år 2010 näre Jyväskylä, Jämsä och Äänekoski tingsrätter lades samman. Tingsrätten ligger under Vasa hovrätt.

## Domkrets
Domkretsen för Mellersta Finlands tingsrätt omfattar 22 kommuner:

- Hankasalmi kommun
- Joutsa kommun
- Jyväskylä stad
- Jämsä stad
- Kannonkoski kommun
- Karstula kommun
- Keuru stad
- Kinnula kommun
- Kivijärvi kommun
- Konnavesi kommun
- Kyyjärvi kommun
- Laukas kommun
- Luhango kommun
- Muldia kommun
- Muurame kommun
- Petäjävesi kommun
- Pihtipudas kommun
- Saarijärvi stad
- Toivakka kommun
- Urais kommun
- Viitasaari stad
- Äänekoski stad